# 경신고등학교 (대구)
경신고등학교(慶信高等學校)는 대한민국 대구광역시 수성구 범어동에 위치한 사립고등학교이다.

## 학교 연혁
- 1966년 3월 3일 : 경신상업전수학교 설립 (교장 박재욱 취임)
- 1971년 4월 10일 : 대구광역시 수성구 범어4동 산100번지 이전 (현 위치)
- 1972년 10월 6일 : 학교법인 경신교육재단 설립인가 (초대 재단이사장 김수복 취임)
- 1978년 11월 8일 : 경신고등학교 설립 인가(45학급)
- 1979년 3월 1일 : 초대 교장 박재욱 취임
- 1979년 3월 5일 : 제14회(인문계 제1회) 1학년 입학식
- 2002년 4월 11일 : 별관(6개 교실) 준공
- 2003년 9월 26일 : 신관(20개 교실 및 소강당, 화장실 6실) 준공 및 정문 이전
- 2005년 9월 23일 : 송원관(체육관) 준공
- 2007년 10월 15일 : 솔빛 도서관(디지털) 개관
- 2008년 11월 7일 : 식당 '태인관' 준공
- 2010년 2월 5일 : 재단이사장 김진일 취임
- 2010년 2월 10일 : 제42회 졸업생(581명), 총 졸업생 21,530명
- 2010년 4월 20일 : 2011학년도 자율형 사립고 선정 고시
- 2011년 3월 2일 : 자율형 사립고 1학년 입학식
- 2018년 3월 2일 : 일반계고 1학년 입학식(215명)
- 2021년 3월 2일 : 제9대 교장 이병갑 취임
- 2022년 1월 4일 : 제54회 졸업식(223명) 총 졸업생 26,278명
- 2023년 3월 2일 : 제10대 교장 김봉준 취임

## 참고 자료
- 경신고등학교 - 한국교육학술정보원 학교알리미